# Conselheiro Lafaiete
Conselheiro Lafaiete é um município brasileiro do estado de Minas Gerais, na região Sudeste do Brasil. Sua população estimada em 2024 era de 137 980 habitantes, o que o torna o 20º município mais populoso do estado.

## História
Originalmente a região era habitada por aldeamentos de povos indígenas puris denominados de forma genérica como carijós. Desde 1681, já há relatos de bandeirantes paulistas sobre a existência desses aldeamentos. Esses sertanistas adentravam a região para prear indígenas e em busca de metais e pedras preciosas. Conta-se que esses povos indígenas teriam migrado para a região depois de perder seus territórios no litoral.
Conselheiro Lafaiete estava próxima dos grandes centros mineradores das Minas Gerais aurífera, e serviu de ponto de apoio para os povoamentos de Itaverava, Piranga, Sabará, Ouro Preto e Mariana. Itaverava, vizinha de Conselheiro Lafaiete, já era povoada desde de 1694 e era referência de adentramento para os sertões. Conselheiro Lafaiete tornou-se lugar de parada das bandeiras que iam para Itaverava, sobretudo as de Bartolomeu Bueno. O desenvolvimento de Conselheiro Lafaiete também foi diretamente afetado pela abertura do Caminho Novo, sendo atravessado de norte a sul pela rota que escoava o ouro para os portos.
Em 1709, mesmo ano da construção do Caminho Novo, foi instituída a freguesia de Nossa Senhora da Conceição do Campo Alegre dos Carijós. A agricultura se desenvolveu e em meados do século XVIII a proporção de agricultores em relação a mineradores era bem maior que na maioria das outras localidades da região aurífera de Minas Gerais. O distrito de Carijós foi criado em 1752.

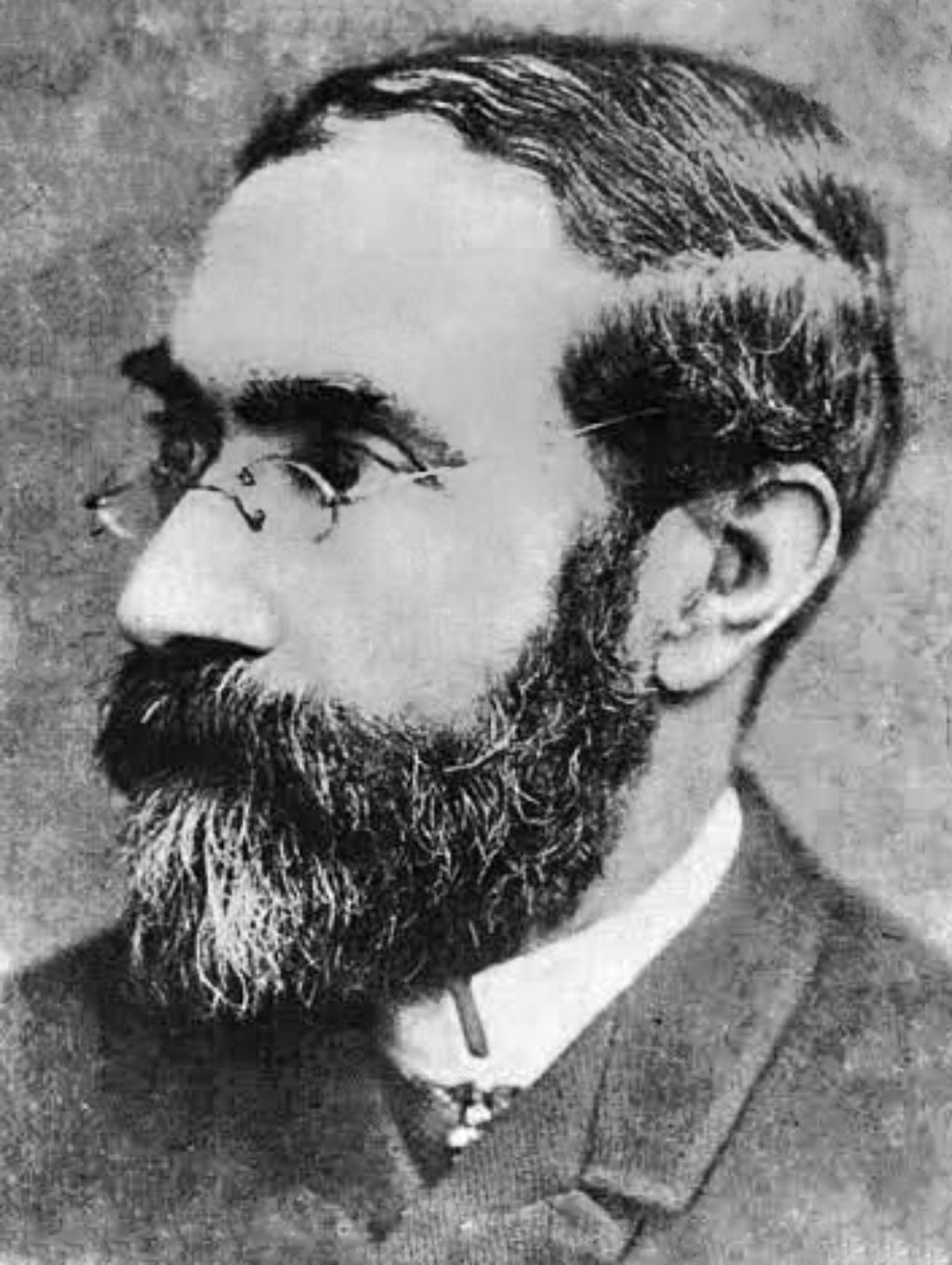
Conselheiro Lafayette

Foi elevado a Vila Real de Queluz, em 19 de setembro de 1790, desmembrado da Vila de São José del Rei, hoje Tiradentes. Pela Lei Provincial nº. 1.276, de 1866, foi elevada à categoria de cidade e em 1872 foi criada a Comarca de Queluz. O nome Conselheiro Lafaiete passou a vigorar a partir de 27 de marco de 1934, pelo Decreto Estadual n.° 11.274, em homenagem ao Conselheiro Lafayette Rodrigues Pereira, quando se comemoravam o centenário de seu nascimento.

## Geografia
Conselheiro Lafaiete localiza-se estrategicamente entre três grandes centros consumidades: fica a poucos quilômetros dos centros consumidores do Sudeste brasileiro e próximo aos corredores de exportação de Santos, de Vitória e do Rio de Janeiro. 
O município pertence à Microrregião de Conselheiro Lafaiete que pertence a Mesorregião Metropolitana de Belo Horizonte. A população da Microrregião de Conselheiro Lafaiete de acordo com o censo do IBGE de 2006 era de 238.172 habitantes e está dividida em doze municípios. Possui uma área total de 2.945,615 km². 
A vegetação predominante é o Cerrado e em alguns pontos Mata Atlântica.

### Localização
Conforme a classificação geográfica mais moderna (2017) do IBGE, Conselheiro Lafaiete é o município principal da Região Geográfica Imediata de Conselheiro Lafaiete, na Região Geográfica Intermediária de Barbacena. Fica a 96 km da capital do estado, Belo Horizonte. Localiza-se dentro da região do antigo Queluz de Minas, atualmente, o Alto Paraopeba - onde ficam também as cidades de Belo Vale, Congonhas, Ouro Branco, Entre Rios de Minas, Jeceaba e São Brás do Suaçuí.

### Transporte
Conselheio Lafaiete possui o transporte rodoviário, realizados pelas BR-040, BR-482, BR-383 e MG-129. Também possui uma linha ferroviária, a linha do Centro da antiga estrada de ferro Central do Brasil, destinada, majoritarmente, para o transporte de minerio. A cidade também possui o Aeroporto de Conselheiro Lafaiete, para aeronaves de pequeno porte. Recentemente foi anunciado pelo Ministério de Portos e Aeroportos a abertura de um aerodromo no município.

### Clima e temperatura
O município possui uma média anual de 20 °C, com máximas anuais a 25 °C e mínimas anuais a 15 °C. O índice pluviométrico anual é de 967 mm. O clima é tropical de altitude.[carece de fontes?]

### Aspectos físicos
O relevo do município é majoritariamente montanhoso, cerca de 70% do território. Em menor grau, 22%, plano, e 8% ondulado. Conselheiro Lafaiete, está edificada no dorso central do Espinhaço, Serra da Mantiqueira.
O município é cortado por quatro rios: o Rio Pequeri (situado na zona rural do município), o Rio Ventura Luiz (com nascente no Bairro São José), o Rio Bananeiras, e o Rio Paraopeba. Todos esses rios fazem parte da Bacia do Rio São Francisco. Além disso, o município também serve como divisor da bacia hidrográfica do Rio Doce.

### Demografia
A população de Conselheiro Lafaiete se mantém em crescimento vegetativo, porém quase sempre de maneira constante, com taxas médias de crescimento anual acima de 2%.
| Ano  | População |
| ---- | --------- |
| 1970 | 50.960    |
| 1980 | 72.438    |
| 1991 | 89.059    |
| 2000 | 102.417   |
| 2006 | 113.019   |
| 2007 | 109.280   |
| 2008 | 113.576   |
| 2010 | 116.527   |
| 2013 | 123.275   |
| 2020 | 129.606   |
| 2024 | 137.980   |

### Subdivisões
Conselheiro Lafaiete é dividida em cinco regionais (regiões). São eles:
- Região Central
- Zona Oeste
- Zona Sul
- Zona Leste
- Zona Norte

#### Distritos
- Conselheiro Lafaiete - sede do município
- Buarque de Macedo - 11 km da sede

#### Bairros
| Albertina           | Cachoeira             | Jardim América      | Monteville              | Quinta do Sol            | Santo Agostinho |
| Albinopolis         | Campo Alegre          | Jardim Cachoeira    | Morada do Sol           | Rancho Novo              | Santo Antônio   |
| Almeidas            | Capela da Paz         | Jardim das Flores   | Morro da Mina           | Real do Queluz           | São Benedito    |
| Alvorada            | Carijós               | Jardim do Sol       | Novos Carijós           | Recanto da Hípica        | São Dimas       |
| Amaro Ribeiro       | Centro                | Jardim Eldorado     | Novo Horizonte          | Recanto dos Colibris     | São Geraldo     |
| Angélica            | Cidade Satélite       | Jardim Europa       | Oscar Correia           | Residencial Topázio      | São Gonçalo     |
| Arcádia             | Chapada               | Jardim Incofidentes | Ouro Verde              | Rochedo                  | São João        |
| Bandeirantes        | Copacabana            | J.K.                | Parque das Acácias      | Rosário                  | São Jorge       |
| Bela Vista I        | Distrito Industrial   | Lima Dias I         | Parque das Flores       | Sagrado Coração de Jesus | São José        |
| Bela Vista II       | Expedicionário        | Lima Dias II        | Parque dos Ferroviários | Santa Cruz               | São Lucas       |
| Bellavinha          | Forte Grande          | Lourdes             | Parque Santa Luzia      | Santa Efigênia           | São Marcos      |
| Belvedere           | Funcionários          | Manoel Corrêa       | Paulo VI                | Santa Maria              | São Sebastião   |
| Boa Vista           | Gagé                  | Manoel de Paula     | Progresso               | Santa Matilde            | São Vicente     |
| Bom Pastor          | Gigante               | Mario Zebral        | Queluz                  | Santa Rosa               | Siderúgico      |
| Parque bandeirantes | Granja das Hortências | Moinhos             | Quinta das Flores       | Santa Terezinha          | Sion            |
| Tiête               | Tiradentes            | Triângulo           | União                   | Vila Resende             | Vista Alegre    |

### Turismo

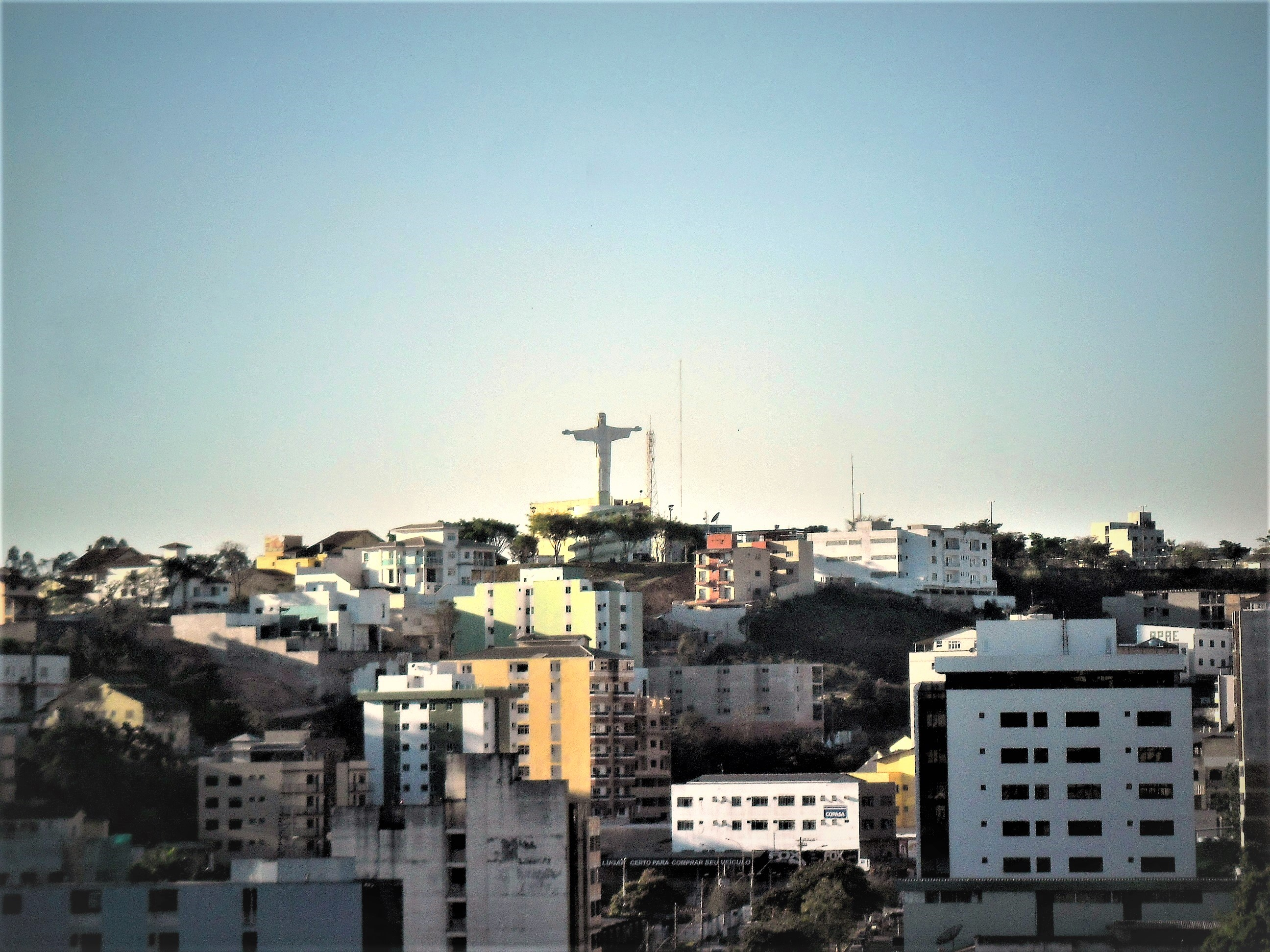
Cristo de Conselheiro Lafaiete, em primeiro plano a cidade.

O município integra o circuito Villas e Fazendas e o circuito da Estrada Real.

## Política e administração
Prefeito: Mario Marcus Leão Dutra (2021/2024) - UNIÃO.
Vice-Prefeito:  Marco Antônio Reis Carvalho.
Presidente da Câmara: João Paulo Resende - DEM.

## Cultura

### Dialeto local
Segundo o Esboço de um Atlas Linguístico de Minas Gerais (EALMG), realizado pela UFJF em 1977, o dialeto local é o mineiro.

## Filhos ilustres
- Ver Biografias de lafaietenses notórios